# 不定貫
不定貫（ふていかん）とは流通などにおける一荷口の重量や形状がその都度異なる商品。

## 概要
木材や魚介類など、材質のムラのために商品ひとつあたりの重量にはばらつきがある商品を「不定貫」と呼ぶ。この逆に、個数と重量の関係が明確に定まっている商品は定貫商品と呼ばれる。不定貫の商品は、搬送や保管は個数単位で行なわれる一方、製造ラインへの投入や、取引の精算は重量単位で行なわれる。この両者を結びつけるために、計量あるいはそれに代わる行為がどこかで行われる点に特徴がある。

### 処理
倉庫における不定貫貨物の処理には以下のようなものが挙げられる。
- 検貫 - 実際に重量を計測し検量表に記録する[1]。
- 切付け - 表示重量を検量表に記録する[1]。
- 平均重量 - 一荷口の総重量を個数で割り、商品一個あたりの重量とする[1]。
- 見なし定貫 - 実重量は解らないが取り決めた重量を商品1個あたりの重量とする[1]。

### 不定貫が用いられる品目
- 食肉 - ボックスミートなど
- 鮮魚 - 1尾あたりの重量が個体ごとに異なるため。
- 布 - ロールごとの重量・長さが異なるものが存在している場合[3]。
- チーズ - 重量が異なるものが存在している場合。